# Matjiesfontein
Matjiesfontein ist ein Dorf in der Lokalgemeinde Laingsburg, im Distrikt Central Karoo der südafrikanischen Provinz Westkap. Der Ort liegt am Rand der Halbwüste Karoo.
Der Ortsname leitet sich von der Seggenart Cyperus textilis ab, die die Khoisan als „mats“ (afrikaans matjies) bezeichnen und zum Bau ihrer Hütten nutzten.
Im Jahre 2011 hatte der Ort 422 Einwohner.

## Geschichte
Matjiesfontein war ursprünglich nur ein kleiner Bahnhof an der Hauptstrecke Johannesburg–Kimberley–De Aar-Worcester–Kapstadt, gebaut für die Bauern der kargen Umgebung, in der die Vegetation so spärlich ist, dass weitgehend nur Schafzucht möglich ist. Die Bahnstation nutzten auch Dampflokomotiven, die dort auf dem Weg durch die Karoo Wasser fassten.
1876 ließ sich der Schotte James Douglas Logan hier nieder. Seit seiner Kindheit hatte Logan an einer Lungenkrankheit gelitten, die in dem trockenen Klima geheilt wurde. Aus diesem Grunde entschloss er sich, Matjiesfontein zum Kur- und Ferienort auszubauen. Logan ließ das Lord Milner Hotel errichten. Prominente Gäste wie Cecil Rhodes, Edgar Wallace und Rudyard Kipling kamen nach Matjiesfontein. Olive Schreiner lebte von 1890 bis 1892 in dem Ort.
Die Siedlung entstand in den 1880er Jahren und wurde 1968 aufgekauft, um das Gesamtbild ihrer Viktorianischen Architektur zu erhalten. Mit Übertragungsurkunde von 1971 vorbereitet und am 12. September 1975 wurde Matjiesfontein zum Nationaldenkmal erklärt (Notice No. 1717).

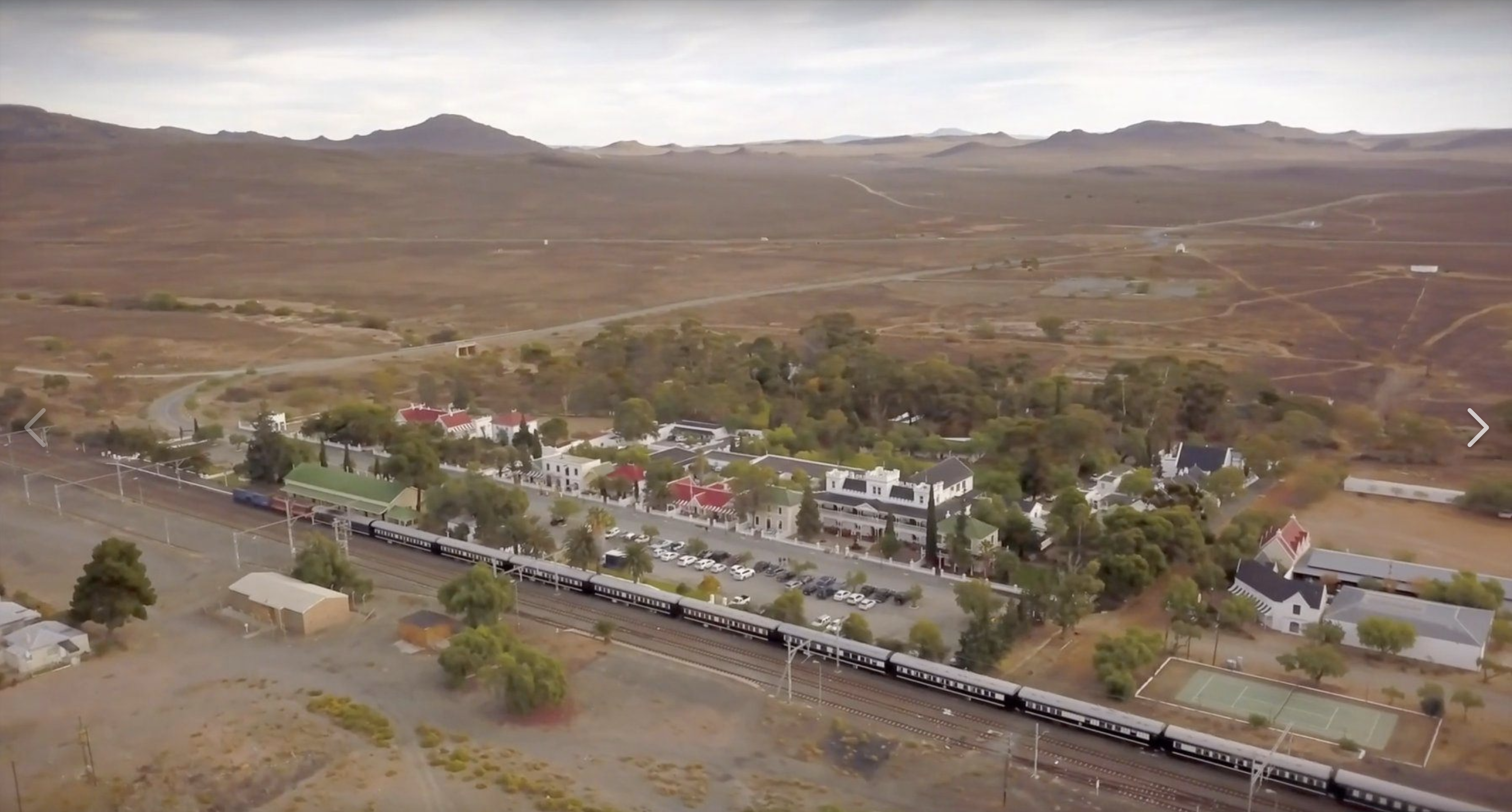
Luftbild von der Bahnhofssiedlung
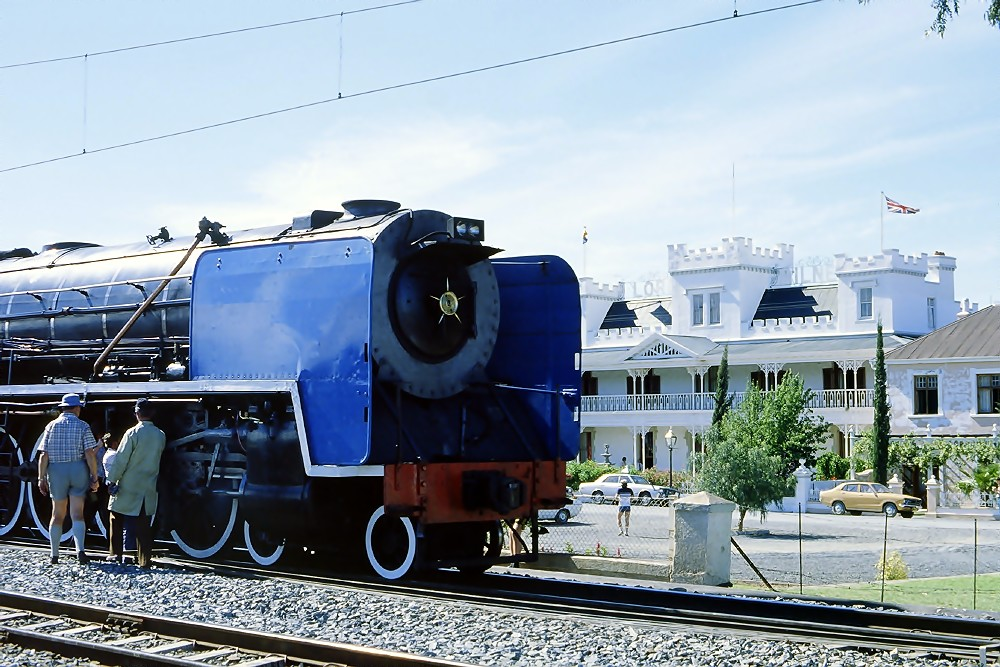
Lord Milner Hotel mit Dampflok der Baureihe 15F (1979)
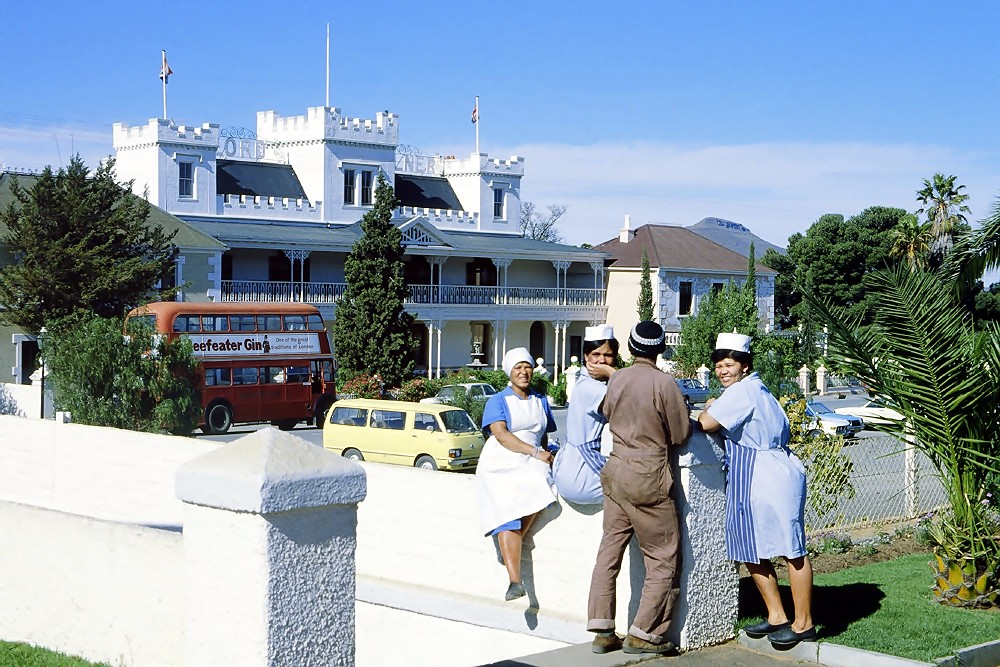
Lord Milner Hotel, Matjiesfontein (1979)
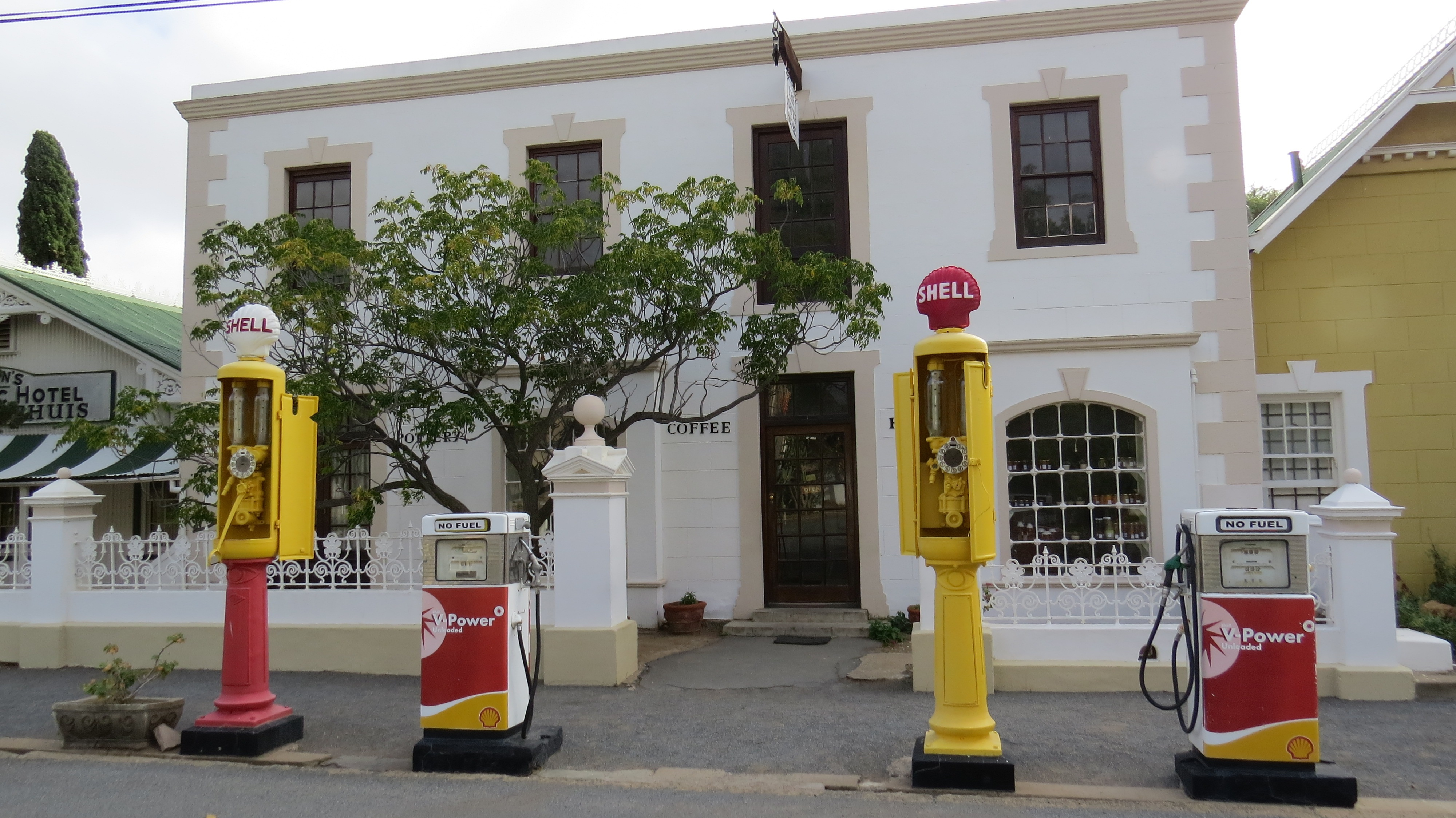
Historische Tankstellenausstattung

## Verkehr
Matjiesfontein liegt unmittelbar südlich der Nationalstraße N1 und ist durch eine Ortsstraße angebunden. Zudem besitzt Matjiesfontein einen Bahnhof an der Cape Main Line sowie ein Flugfeld im Südwesten am Rande des Ortes.

## Sehenswürdigkeiten
- Anysberg Nature Reserve